# Ernst Zenker
Ernst Zenker, též Ernst Viktor Zenker (10. března 1865 Postoloprty – 18. srpna 1945 Bedřichov), byl rakouský politik, na počátku 20. století poslanec Říšské rady, novinář a spisovatel.

## Životopis
Zenkerův otec byl penzionovaný státní úředník, oba rodiče pocházeli z Postoloprt. Ernst vychodil národní školu v rodišti a v letech 1877–1885 absolvoval gymnázium v Chomutově. V letech 1886–1890 studoval filosofii, dějiny umění a germanistiku na Vídeňské univerzitě, studia však nedokončil. V matričním zápisu o Zenkerově narození je poznámka, že v listopadu 1893 (Zenkerův otec zemřel dva roky před tím) Zenkera adoptoval občan Šoproně v Uhrách Tobias Lurya. Od té doby se Zenkerovo příjmení psalo v podobě Lurya-Zenker. Důvody tohoto aktu nejsou zatím známé. V roce 1901 ale Zenker získal zpět rakouské občanství a používal své původní jméno.
Po odchodu ze školy nejprve dva roky pracoval v novinách Oesterreichische Volkszeitung jako reportér a umělecký kritik. Od roku 1892 do června 1896 byl zaměstnaný v novinách  Freies Blatt, který byl zaměřený proti antisemitismu. Ještě v roce 1893 vystoupil z katolické církve a stal se členem vídeňské zednářské lóže Humanitas. V letech 1896–1900 byl redaktorem pro komunální záležitosti v novinách Neue Freie Presse. V letech 1900–1917 byl nejprve redaktorem a později vlastníkem a šéfredaktorem měsíčníku Die Waage. Na jeho stránkách propagoval reformu rakouského parlamentarismu.
Angažoval se v politice jako člen různých politických stran. Na počátku 20. století se zapojil i do celostátní politiky. Ve volbách do Říšské rady roku 1911 získal mandát v Říšské radě (celostátní zákonodárný sbor) za obvod Dolní Rakousy 9. Usedl do poslanecké frakce Klub německých demokratů. Ve vídeňském parlamentu setrval až do zániku monarchie. V letech 1918–1919 zasedal jako poslanec Provizorního národního shromáždění Německého Rakouska (Provisorische Nationalversammlung) za Německý národní svaz.
V únoru 1920 se rozhodl vrátit do Čech. Usadil se v Jablonci nad Nisou a začal vydávat čtrnáctideník Demokratie, od roku 1924 přejmenovaný na Freie Welt. Zenker zprvu na české politické scéně podporoval Německou sociálně demokratickou stranu. Kritizoval ale politiku české vlády vůči německé menšině a postupně, od poloviny dvacátých let, přešel na radikální německé nacionální stanovisko. Prosazoval vedoucí úlohu germánského etnika, které povede cestu k novému uspořádání v Evropě.
Jak dokládá bibliografie jeho publikací, Zenker byl muž mnoha zájmů. Zabýval se dějinami novinářství, dějinami správy, filosofickými otázkami etiky, čínskou filosofií, antikou, svobodným zednářstvím, sociologií atd.
Zenker byl dvakrát ženatý. V letech 1894–1918 byla jeho první ženou Elise Majer, s níž měl dvě děti. V roce 1919 prožil několikaměsíční milostný život s vídeňskou aktivistkou a političkou Olgou Misařovou, kterou uvedl do zednářské lóže. Pak žil s malířkou a náchodskou rodačkou Emmou Löwenstamm (1879–1941), s níž odešel do Čech.

## Dílo
- Geschichte der Wiener Journalistik. Ein Beitrag zur deutschen Culturgeschichte 1: Von den Anfängen bis zum Jahre 1848, Wien 1892
- Geschichte der Wiener Journalistik. Ein Beitrag zur deutschen Culturgeschichte 2: Während des Jahres 1848, Wien 1893
- Mysticismus, Pietismus, Antisemitismus am Ende des neunzehnten Jahrhunderts: cultur-philosophische Studie, Wien 1894
- Freimaurerei und Socialreform. Gedanken eines Frmr über die sociale Frage. Ein Vortrag, Wien 1895
- Der Anarchismus: kritische Geschichte der anarchistischen Theorie, Jena 1895
- Ein Wort an die Kleingewerbetreibenden, Wien 1895
- Die Wiener Revolution 1848 in ihren socialen Voraussetzungen und Beziehungen, Wien, Leipzig, Pest 1897
- Die Gesellschaft 1: Natürliche Entwicklungsgeschichte der Gesellschaft, Berlin 1899
- Geschichte der Journalistik in Österreich, Wien 1900
- Reform des Parlamentarismus von ---, Wien 1902
- Die Gesellschaft 2: Die sociologische Theorie, Berlin 1903
- Bibliographie zu einer Allgemeinen Geschichte des Zeitungswesens, Wien 1904
- Soziale Ethik, Leipzig, Wien 1905
- Catilina: eine zeitgemäße Geschichtsstudie, Wien 1907
- Kirche und Staat unter besonderer Berücksichtigung der Verhältnisse in Österreich, Wien 1909
- Die Regierung und die Volkswünsche. Rede, Wien 1912
- Über den Ursprung der japanischer Sprache, Wien 1913
- Soziale Moral in China und Japan, München 1914
- Der Parlamentarism, sein Wesen und seine Entwicklung, Wien 1914
- Die nationale Organisation Österreichs, Wien 1916
- Bewölkerungs-Politik und Eherechtsreform, Reichenberg (Liberec) 1917
- Österreichische Kriegsziele, Bern 1917
- Geschichte der chinesischen Philosophie zum ersten Male aus den Quellen dargestellt 1. Das klassische Zeitalter bis zur Han-Dynastie (206 v. Ch.), Reichenberg (Liberec) 1926
- Geschichte der chinesischen Philosophie zum ersten Male aus den Quellen dargestellt 2. Von der Han-Dynastie bis zur Gegenwart, Reichenberg (Liberec) 1927)
- Religion und Kult der Urarier, Berlin 1935
- Ein Mann in sterbenden Österreich, Reichenberg (Liberec) 1935
- Kuan-tse: das Leben und Wirken eines altchinesischen Staatsmannes, Wien 1941
- Der Taoismus der Frühzeit: die alt- und gemeinchinesische Weltanschauung, Wien 1943